# Him
Him is een single van Rupert Holmes. Het is afkomstig van zijn album Partners in crime. De singleversie duurt ten opzichte van de elpeetrack een minuut korter.
Holmes ziet dat zijn vrouw/vriendin hem ontrouw is. Ze heeft namelijk een pakje sigaretten bij zich dat niet van hem is. Hij confronteert haar met haar gedrag en laat haar kiezen tussen "hem" en zichzelf ("It’s me or it’s him").
Roland Kaiser zong Him in 1996 in het Duits onder de titel Ihn.

## Hitnotering
Him werd in een aantal landen een hit. In de Verenigde Staten haalde het in de Billboard Hot 100 de zesde plaats in zeventien weken notering. In het Verenigd Koninkrijk kwam het niet verder dan plaats 31 in zeven weken top 50.

### Nederlandse Top 40
| Positie: | 35 | 25 | 20 | 18 | 22 | 40 | uit |

### NederlandseMega Top 50
| Positie: | 33 | 18 | 22 | 26 | 46 | uit |

### BelgischeBRT Top 30
| Positie: | 13 | 17 | 11 | 19 | 17 | uit |

### VlaamseUltratop 30
| Positie: | 16 | 15 | 13 | 16 | 23 | uit |

### NPO Radio 2 Top 2000
| Nummer met noteringen in de NPO Radio 2 Top 2000 | '99  | '00 | '01  |
| ------------------------------------------------ | ---- | --- | ---- |
| Him                                              | 1836 | -   | 1962 |

1. ↑  Een '-' betekent dat het nummer niet was genoteerd en een vetgedrukt getal geeft de hoogste notering aan.
2. ↑  Deze tabel is bijgewerkt tot en met de laatste editie (2024).